# Omloop van het Houtland 1999
L'Omloop van het Houtland 1999, cinquantacinquesima edizione della corsa, si svolse il 30 settembre 1999 su un percorso con partenza e arrivo a Lichtervelde. Fu vinto dal belga Étienne De Wilde della Spar-RDM davanti all'olandese John Talen e al belga Hans De Meester.

## Ordine d'arrivo (Top 10)
| Pos. | Corridore         | Squadra                 | Tempo    |
| ---- | ----------------- | ----------------------- | -------- |
| 1    | Étienne De Wilde  | Spar-RDM                | 5h47'00" |
| 2    | John Talen        | Batavus-Bankgiroloterij |          |
| 3    | Hans De Meester   | Gerolsteiner            |          |
| 4    | Wim Feys          | Lotto                   |          |
| 5    | Matthew Gilmore   | Spar-RDM                |          |
| 6    | Bart Heirewegh    | Ipso                    |          |
| 7    | Michel Cornelisse | Spar-RDM                |          |
| 8    | Johan De Geyter   | Tonissteiner            |          |
| 9    | Danny Baeyens     | Collstrop               |          |
| 10   | Jans Koerts       | Team Cologne            |          |